# Seríf el-Idríszi repülőtér
A Seríf el-Idríszi repülőtér (franciául: Aéroport Al Hoceima - Cherif-Al-Idrissi, arabul: مطار الشريف الإدريسي) (IATA: AHU, ICAO: GMTA) egy nemzetközi repülőtér Marokkóban, Al Hoceima közelében. Éves utasforgalma 86 805 fő (2022).

## Futópályák
A repülőtér futópályái:
- 18/36 (2500 m, aszfalt)

## Légitársaságok és úticélok
| Légitársaság            | Célállomások                                                                        |
| ----------------------- | ----------------------------------------------------------------------------------- |
| Brüsszel Airlines       | Szezonális: Brussels                                                                |
| Corendon Airlines       | Szezonális: Brüsszel (2022 április 3-tól), Rotterdam/The Hague (2022 április 3-tól) |
| Royal Air Maroc         | Szezonális: Amszterdam, Brüsszel                                                    |
| Royal Air Maroc Express | Casablanca, Tangier, Tetouan                                                        |
| Transavia               | Rotterdam/The Hague                                                                 |
| TUI fly Belgium         | Szezonális: Charleroi, Rotterdam/The Hague                                          |

## Forgalom
Az utasforgalom az elmúlt években az alábbi módon változott:
| Utasok száma | 20 246 | 16 018 | 22 006 | 33 735 | 48 628 | 47 276 | 59 676 | 79 324 | 20 715 | 86 805 |
|              | 2006   | 2008   | 2010   | 2011   | 2013   | 2015   | 2017   | 2018   | 2020   | 2022   |